# Novy LEF
Pour les articles homonymes, voir LEF.
Novy LEF (russe : Новый ЛЕФ) est une revue littéraire et artistique du groupe LEF, publiée en 1927 et 1928. Le responsable de la publication en est Vladimir Maïakovski, puis, d'août à décembre 1928, Serge Tretiakov. 

## Description
Novy LEF succède à la revue LEF, publiée entre 1923 et 1925.  
Elle est fondée et dirigée par Vladimir Maïakovski. Après son départ du LEF, elle passe d'août à décembre 1928 sous la responsabilité du poète Sergueï Tretiakov. Le dernier numéro du magazine est publié en décembre 1928. 
Contrairement à son prédécesseur, sa parution est  régulière,  presque tous les mois, avec 22 numéros de janvier 1927 à décembre 1928), mais son volume est réduit (48 pages). 
Les auteurs de la revue, Nikolaï Tchoujak, Ossip Brik, Sergueï Tretiakov sont principalement des membres du comité de rédaction. Semion Kirsanov, Anton Lavinski (ru), Boris Pasternak, Alexandre Rodtchenko, Varvara Stepanova, Victor Chklovski et Sergueï Eisenstein s'y sont associés.  
Elle fait la promotion de la littérature du fait, et de la théorie de la commande sociale (ru), et polémique avec les journaux de la RAPP sur les questions liées à la création.